# Peter Fitzhugh Brown
Peter Fitzhugh Brown (nascut el 2 de febrer de 1955) és el CEO del fons de cobertura nord-americà Renaissance Technologies.

## Vida personal i educació
Brown és fill de Henry B. R. Brown, que va inventar el primer fons del mercat monetari del món, el Reserve Fund. El besavi de Brown era el jutge federal dels Estats Units Addison Brown, que també va ser botànic i fundador del Jardí botànic de Nova York. També és descendent de l'estadista de Virgínia Richard Henry Lee, la resolució de juny de 1776 va conduir a la Declaració d'Independència dels Estats Units.
Brown es va graduar a la Harvard University amb un B.A. en matemàtiques. Més tard va obtenir un doctorat. en informàtica per la Universitat Carnegie Mellon. Es va casar amb Margaret Hamburg el 23 de maig de 1992, que després exerciria com a cap de la FDA sota la Administració Obama. Junts tenen dos fills. La seva fundació familiar, Quetzal Trust, té més de 380 milions de dòlars en actius a partir del 2020.

## Carrera
Després de graduar-se a Harvard, Brown es va unir a un equip d'Exxon Office Systems que treballava en sistemes informàtics per transcriure el llenguatge parlat a text informàtic. El 1984 es va unir al grup de parla d'IBM, treballant en programari informàtic per transcriure text parlat. El grup, liderat per Frederick Jelinek, incloïa Robert Mercer i diversos altres matemàtics, estadístics i científics.
| « | Per a ells, el llenguatge es podria modelar com un joc d'atzar. En qualsevol moment d'una frase, hi ha una certa probabilitat del que pot venir després, que es pot estimar en funció de l'ús comú passat. ... cada pas del camí és aleatori, però depèn del pas anterior: un model de Markov ocult. La feina d'un sistema de reconeixement de la parla era agafar un conjunt de sons observats, analitzar les probabilitats i fer la millor conjectura possible sobre les seqüències "ocultes" de paraules que podrien haver generat aquests sons. Per fer-ho, els investigadors d'IBM van utilitzar l'algorisme Baum-Welch, desenvolupat per Jim Simons (matemàtic)\|el primer soci comercial de Jim Simons, Lenny Baum, per fer-ho. zero en les diferents probabilitats lingüístiques. En lloc de programar manualment en coneixement estàtic sobre com funcionava el llenguatge, van crear un programa que aprèn de les dades. | » |

Brown va instar sense èxit la direcció d'IBM a utilitzar la investigació del grup de parla per desenvolupar i vendre nous productes, com ara un servei automatitzat per a l'avaluació de finançament.
crèdit ncial. Va convèncer amb èxit Abe Peled, un executiu d'alt nivell de la divisió de recerca d'IBM, que contractar l'equip de recerca de Carnegie Mellon que estava programant un ordinador per jugar als escacs. L'equip, que treballava per a IBM, va desenvolupar Deep Blue, que va derrotar a Garry Kasparov en un partit d'escacs de 1997.
Jim Simons es va oferir a duplicar els sous d'IBM de Peter Brown i Robert Mercer, i van anar a treballar per a Renaissance Technologies el 1993. Brown i Mercer van ser els responsables de contractar David Magerman el 1995. El 1995 Brown i Mercer van implementar un nou sistema de comerç millorat que incorporava tots els senyals comercials i els requisits de cartera de Renaissance Technologies en un sistema comercial monolític, nou i millorat. Poc després, van ser ascendits a alts directius i socis amb percentatges dels beneficis de Renaissance Technologies. Magerman va trobar i es va solucionar dos errors de programari greus al sistema comercial de Brown i Mercer. El 1997, Simons va donar una participació del 10% en el capital. a Henry Laufer i, més tard, va donar importants participacions a Brown, Mercer i altres. D'aquesta manera, Simons va reduir la seva participació en el capital a una mica més del 50%. a una nova seu amb un gimnàs, pistes de tennis il·luminades, una biblioteca amb llar de foc i un gran auditori, on es feien seminaris quinzenals.
| « | Intens i enèrgic, Brown va anar de reunió en reunió, muntant un monocicle pels passadissos i gairebé atropellant els seus companys. Brown va treballar gran part de la nit en un ordinador a prop del llit Murphy de la seva oficina, fent una migdiada quan es cansava. | » |

L'any 2003, Simons va anunciar que Brown i Mercer es convertirien en vicepresidents executius de tota l'empresa, cogestionant amb el mateix Simons. Al novembre de 2017, Mercer va anunciar que ho faria renuncia a Renaissance Technologies. Des de la dimissió de Mercer, Brown ha estat l'únic conseller delegat.

## Polèmica de White's Ferry
Brown i les seves germanes, Elizabeth Devlin i Harriet Dickerson, són propietaris de Rockland Farm LLC al Loudoun County, Virginia, que fa més de 200 anys que pertany a la família Rust/Brown.
Una part estreta de la propietat al llarg del Riu Potomac s'ha utilitzat durant molt de temps com a desembarcament del costat de Virgínia de White's Ferry, un important enllaç de desplaçament entre el comtat de Loudoun i el Comtat de Montgomery, a Maryland. Després que els operadors de White's Ferry van construir una ampliació no autoritzada del replà, inclòs un mur de contenció de formigó, després dels danys d'una inundació, Rockland Farm LLC va demandar, afirmant que s'havia violat la llicència de 1952. Rockland Farm LLC va guanyar el seu cas el novembre de 2020 i White's Ferry va cessar les seves operacions després d'una riuada que va trencar el cable utilitzat pel ferri per travessar el riu i les negociacions fallides per mantenir el servei en funcionament.
El 2022, es va informar que les negociacions per reobrir el ferri continuaven amb els nous propietaris del servei de ferri. Rockland Farm LLC s'ha ofert a comprar el desembarcament de Maryland per més del que va pagar el propietari. per tornar a obrir el ferri. També ha demanat que se'ls pagui una tarifa per cotxe ajustada per inflació de 50 cèntims i s'ha ofert per anar a l'arbitratge vinculant de la darrera millor ofertaió; però els propietaris actuals han rebutjat totes les ofertes.